# شهرستان لانشان
شهرستان لانشان (به لاتین: Lanshan County) یک منطقهٔ مسکونی در چین است که در یونگژو واقع شده‌است. شهرستان لانشان ۱٬۸۰۷٫۰۴ کیلومتر مربع مساحت و ۳۳۲٬۹۴۰ نفر جمعیت دارد.